# 埃迪·乔丹
埃德蒙·帕特里克·「埃迪」·乔丹（英語：Edmund Patrick "Eddie" Jordan，1948年3月30日—2025年3月20日）一位爱尔兰的赛车运动领队、体育评论员、电视主持人、商人。他是乔丹车队的创始人和拥有者。（乔丹车队与1991年至2005年活跃在F1世界。）2009年至2015年，他和前F1车手大卫·库特哈德搭档共同担当BBC电视台的F1节目评论员；2016年起他担任第四台F1频道的评论员。此外他还拥有凯尔特人足球俱乐部的股份以及橄榄球队伦敦爱尔兰人的大股东。
埃迪·乔丹在1970年代末曾是一位赛车手。后来他成功经营埃迪·乔丹车队（Eddie Jordan Racing），先后参加了三级方程式和方程式3000的赛事。1989年，其麾下车手、未来的F1明星让·阿莱西（Jean Alesi）还曾夺得F3000的年度车手冠军。
埃迪·乔丹在上世纪70年代末期经历过一段短暂的车手生涯，并于80年代末期在开始经营自己的赛车队，参与F3的比赛，取名埃迪·乔丹赛车队（Eddie Jordan Racing）。在80年代末期，赛车队进入F3000级别，并于1988年由強尼·赫伯特获得了在该组别的第一场胜利。1989年，乔丹F3000车队主导了整个赛季，最后由未来的F1明星让·阿莱西获得了冠军。车队还和很多未来的F1车手合作过，包括艾迪·厄文和馬丁·唐納利。埃迪·乔丹在1990年带领车队获得F3000的第三名后，于同年创建了乔丹大奖赛车队。直到2005年底车队被出售变更为米德兰车队。

## 个人生活
埃迪·乔丹和爱尔兰前篮球女运动员玛丽亚·麦卡锡于1979年结婚，两人有4名子女。埃迪·乔丹在南非开普敦、英国伦敦南肯辛顿和摩纳哥有房产；另外他还有一条自己的游艇。
2024年12月，埃迪·乔丹宣布自己在年初被诊断出患有前列腺癌和膀胱癌。当地时间2025年3月20日，埃迪·乔丹因前列腺癌在南非开普敦去世，享年76岁。继承乔丹车队的一级方程式车队阿斯顿·马丁车队在之后的2025年中国大奖赛上增加了向埃迪·乔丹致敬的涂装。